# Willi Engelhardt (Fußballspieler)
Willi Engelhardt (* 1907; † 1992) war ein deutscher Fußballspieler.

## Karriere

### Vereine
Engelhardt gehörte dem CSC 03 Kassel an, für den er in der vom Westdeutschen Spiel-Verband organisierten Meisterschaft die Saison 1932/33 in der Bezirksliga Hessen-Hannover, in einer von acht Bezirksligen, als Mittelfeldspieler    Punktspiele bestritt. Von zehn teilnehmenden Vereinen belegte er mit seinem Verein den achten Platz.
Von 1933 bis 1941 spielte er in der Gauliga Hessen, in einer von 16 Gauligen zur Zeit des Nationalsozialismus als einheitliche höchste Spielklasse im Deutschen Reich. Danach, bis 1944, kam er in der Gauliga Kurhessen zum Einsatz, davon die letzte Spielzeit für die KSG Kurhessen/CSC 03 Kassel.
Nach zwei vierten und zwei dritten Plätzen, wurde er am Saisonende 1937/38 Zweiter der Gaumeisterschaft mit drei Punkten hinter dem 1. Hanauer Fußball-Club 1893. In den beiden Folgespielzeiten war sein Verein erfolgreicher und gewann zweimal die Gaumeisterschaft. In der in zwei Gruppen ausgetragenen und letzten Spielzeit der Gauliga Hessen, schloss seine Mannschaft diese als Zweitplatzierter der Gruppe Nord ab. Die in der Gauliga Kurhessen erreichten Platzierungen waren der vierte, fünfte und dritte Platz; die Saison 1944/45 – in drei Staffeln unterteilt – wurde in der Staffel Kassel nicht ausgetragen, im Gegensatz zur Staffel Süd und West, die abgebrochen wurden.
Aufgrund der zwei Gaumeisterschaften nahm er mit seiner Mannschaft auch jeweils an der Endrunde um die Deutsche Meisterschaft teil. In der in drei Gruppen zu je vier und in zwei Untergruppen zu je drei Mannschaften ausgetragenen Endrunde, kam er in vier Spielen der Gruppe 4 zum Einsatz. Sein Debüt gab er am 2. April 1939 bei der 1:6-Niederlage beim FC Schalke 04 und belegte mit seiner Mannschaft, die ohne Punktgewinn und lediglich vier erzielten Toren als Gruppenletzter aus dem Wettbewerb ausschied. In der Folgesaison wurde er im ersten und zweiten Spiel der Gruppe 3 eingesetzt, die beide verloren wurden.
Ferner kam er im 1935 eingeführten Wettbewerb um den Tschammerpokal, dem Pokalwettbewerb für Vereinsmannschaften zweimal zum Einsatz. Sowohl das am 28. August 1938 mit 0:1 gegen den FSV Frankfurt, als auch das am 20. August 1939 mit 3:7 beim WKG BSG Neumeyer Nürnberg verlorene Spiel bedeuteten jeweils das „Aus“ in der 1. Schlussrunde.
Nach dem Ende des Zweiten Weltkriegs bestritt er für den Verein mit der Saison 1947/48 und 1948/49 seine letzten beiden Spielzeiten in der zweitklassigen Landesliga Hessen, zugleich die seinerzeit oberste hessische Amateurklasse.

### Auswahlmannschaft
Als Spieler der Gauauswahlmannschaft Hessen nahm er am ersten ausgetragenen Gauauswahlwettbewerb teil und wurde am 16. Juli 1933 in München im Halbfinalspiel um den Adolf-Hitler-Pokal bei der 2:6-Niederlage gegen die Gauauswahlmannschaft Bayern eingesetzt.

## Erfolge
- Gaumeister Hessen 1939, 1940
- Dritter der Gaumeisterschaft Kurhessen 1944